# Pauvres
Pauvres é uma comuna francesa na região administrativa de Grande Leste, no departamento das Ardenas. Estende-se por uma área de 12,64 km². Em 2010 a comuna tinha 191 habitantes (densidade: 15,1 hab./km²).